# Volley-ball féminin aux Jeux méditerranéens de 2005
Navigation
2001 2009
Les 15e Jeux méditerranéens se sont déroulés 24 juin au 3 juillet 2005 à Almeria (Espagne).

## Équipes présentes
| - Albanie - Croatie - Espagne - France - Grèce - Italie - Turquie |

## Tour préliminaire

### Composition des groupes
| Poule A                                      | Poule B                              |
| -------------------------------------------- | ------------------------------------ |
| Site : Almeria Albanie Espagne Grèce Turquie | Site : Almeria Croatie France Italie |

### Poule A
| No | Équipe  | Points | Matches | Matches | Matches | Sets | Sets   | Sets  | Points | Points | Points |
| No | Équipe  | Points | joués   | gagnés  | perdus  | pour | contre | Ratio | pour   | contre | Ratio  |
| -- | ------- | ------ | ------- | ------- | ------- | ---- | ------ | ----- | ------ | ------ | ------ |
| 1  | Turquie | 6      | 3       | 3       | 0       | 9    | 2      | 4.500 | 263    | 204    | 1.289  |
| 2  | Grèce   | 5      | 3       | 2       | 1       | 6    | 5      | 1.200 | 251    | 240    | 1.046  |
| 3  | Espagne | 4      | 3       | 1       | 2       | 6    | 7      | 0.857 | 282    | 275    | 1.025  |
| 4  | Albanie | 3      | 3       | 0       | 3       | 2    | 9      | 0.222 | 193    | 270    | 0.715  |

### Poule B
| No | Équipe  | Points | Matches | Matches | Matches | Sets | Sets   | Sets  | Points | Points | Points |
| No | Équipe  | Points | joués   | gagnés  | perdus  | pour | contre | Ratio | pour   | contre | Ratio  |
| -- | ------- | ------ | ------- | ------- | ------- | ---- | ------ | ----- | ------ | ------ | ------ |
| 1  | Italie  | 4      | 2       | 2       | 0       | 6    | 0      | MAX   | 152    | 104    | 1.462  |
| 2  | Croatie | 3      | 2       | 1       | 1       | 3    | 3      | 1.000 | 126    | 134    | 0.940  |
| 3  | France  | 2      | 0       | 2       | 2       | 0    | 6      | 0.000 | 111    | 151    | 0.735  |

## Phase finale

### Classements 1-4
|  | Demi-finales                       | Demi-finales                 |                        |   | Finale                       | Finale                       |
|  | Demi-finales                       | Demi-finales                 |                        |   | Finale                       | Finale                       |
|  |                                    |                              |                        |   |                              |                              |
|  | 01-07-05 (25-19 25-16 25-18)       | 01-07-05 (25-19 25-16 25-18) |                        |   | 02-07-05 (25-22 25-22 25-22) | 02-07-05 (25-22 25-22 25-22) |
|  | 01-07-05 (25-19 25-16 25-18)       | 01-07-05 (25-19 25-16 25-18) |                        |   | 02-07-05 (25-22 25-22 25-22) | 02-07-05 (25-22 25-22 25-22) |
|  | Turquie                            | 3                            |                        |   | 02-07-05 (25-22 25-22 25-22) | 02-07-05 (25-22 25-22 25-22) |
|  | Turquie                            | 3                            |                        |   | 02-07-05 (25-22 25-22 25-22) | 02-07-05 (25-22 25-22 25-22) |
|  | Croatie                            | 0                            |                        |   | 02-07-05 (25-22 25-22 25-22) | 02-07-05 (25-22 25-22 25-22) |
|  | Croatie                            | 0                            | Turquie                | 3 |                              |                              |
|  | 01-07-05 (13-25 25-22 18-25 16-25) |                              | Turquie                | 3 |                              |                              |
|  |                                    | Grèce                        | 0                      |   |                              |                              |
|  | Italie                             | Grèce                        | 0                      | 1 |                              |                              |
|  | Italie                             |                              |                        | 1 |                              |                              |
|  | Grèce                              | 3                            |                        |   |                              |                              |
|  | Grèce                              | 3                            | Match pour la 3e place |   |                              |                              |
|  |                                    |                              |                        |   |                              |                              |
|  | 02-07-05 (20-25 33-31 20-25 18-25) |                              |                        |   |                              |                              |
|  |                                    |                              |                        |   |                              |                              |
|  | Croatie                            | 1                            |                        |   |                              |                              |
|  | Croatie                            | 1                            |                        |   |                              |                              |
|  | Italie                             | 3                            |                        |   |                              |                              |
|  | Italie                             | 3                            |                        |   |                              |                              |

## Classement final
| Place              | Équipe  |
| ------------------ | ------- |
| Médaille d'or      | Turquie |
| Médaille d'argent  | Grèce   |
| Médaille de bronze | Italie  |
| 4                  | Croatie |
| 5                  | Espagne |
| 6                  | France  |
| 7                  | Albanie |